# Municipio de Aquiles Serdán
El Municipio de Aquiles Serdán es uno de los 67 municipios integrantes del estado mexicano de Chihuahua, está situada en el centro de la entidad, en el área metropolitana de la ciudad de Chihuahua, capital del estado. Recibe su nombre en honor de Aquiles Serdán, iniciador de la Revolución mexicana en el estado de Puebla. Su cabecera es el pueblo de Santa Eulalia, uno de los más antiguos del estado y que hasta 1995 también se denominaba oficialmente Aquiles Serdán, pero a partir de esa fecha recuperó su nombre original.

## Geografía
El municipio de Aquilés Serdán está situado en la zona centro del estado de Chihuahua, en la región comúnmente denominada como la Meseta; es uno de los municipios más pequeños del estado con una extensión de 495.79 kilómetros cuadrados que representante el 0.26% del territorio estatal. Sus coordenadas geográficas extremas son 28° 27' - 28° 43' de latitud norte y 105° 41' - 106° 00' de lontigud oeste; su altitud fluctúa entre 1 100 y 2 300 metros sobre el nivel del mar.
Limita al oeste y al sur con el municipio de Chihuahua, al norte y al este con el municipio de Aldama y al sureste con el municipio de Rosales.

### Orografía e hidrografía
La gran mayoría del territorio del municipio es montañoso y cubierto de peñascos, lo que dificulta la vegetación, que es más bien escasa; la hidrografía es mínima, formada únicamente por el Arroyo de Santa Eulalia y otras corrientes menores que se forman con las lluvias y que desembocan todas en el Río Chuvíscar.

### Clima y ecosistemas
El clima es semiárido extremoso, con temperaturas extremas de 40 °C y -14 °C. La vegetación está formada principalmente por plantas Xerófitas características del desierto, y otras como yuca, maguey y huisache.

### Recursos naturales
El principal recurso natural del municipio es la minería, que en antaño se explotaba ampliamente.

## Demografía
El municipio tiene una población decreciente en vez de ascender, debido a la mínima actividad económica y a la cercanía con la ciudad de Chihuahua, que alienta la emigración, sobre todo entre las generaciones más jóvenes.

### Localidades
En el censo de 2020 el municipio de Aquiles Serdán contaba con 22 localidades.
| Código INEGI      | Localidad         | Población (2020) |
| ----------------- | ----------------- | ---------------- |
| 080040001         | Santa Eulalia     | 20 042           |
| Otras localidades | Otras localidades | 4 302            |
| Total municipal   | Total municipal   | 24 344           |

## Política
El gobierno del municipio le corresponde al Ayuntamiento, que es electo para un periodo de tres años reeligible para el periodo inmediato. Está conformado por un Presidente Municipal, un síndico y seis regidores, cuatro de mayoría relativa y dos de representación proporcional.

### División administrativa
El municipio en una sección municipal que es el pueblo de Santo Domingo.

### Representación legislativa
Para la elección de los Diputados locales y federales, el municipio se encuentra integrado en:
Local:
- Distrito electoral local 11 de Chihuahua con cabecera en Meoqui.

Federal:
- Distrito electoral federal 5 de Chihuahua con cabecera en Delicias.

### Presidentes Municipales
- (1947 – 1950): Manuel Gutiérrez Sánchez
- (1950 – 1953): Pedro Gómez Lechuga
- (1953 – 1956): Ignacio González de la Vega
- (1956 – 1959): Manuel Gutiérrez Sánchez
- (1959 – 1962): Librado Méndez Frías
- (1962 – 1965): Candelario Gutiérrez Bañuelos
- (1965 – 1968): Ramón Erives Sáenz
- (1968 – 1971): Salvador Valenzuela Núñez
- (1971 – 1974): Armando Gutiérrez Bañuelos
- (1974 – 1977): Jesús M. Márquez Ante
- (1977 – 1980): Francisco Nájera Lazcano
- (1980 – 1983): Bernardino Álvarez Álvarez
- (1983 – 1986): Rómulo Martínez Palomino
- (1986 – 1989): Ramón Erives Sáenz
- (1989 – 1992): Samuel Franco Portillo
- (1992 – 1995): Jesús Jaramillo Jaramillo
- (1995 – 1998): Leopoldo Erives Sáenz
- (1998 - 2001): Octaviano Bonilla Chávez
- (2001 - 2004): Luis Ángel Machuca Jurado
- (2004 - 2005): Leonel Roberto Carrillo
- (2004 - 2007): Francisco García Girard
- (2007 - 2010): Roberto Ramírez López
- (2010 - 2013): Juan Carlos Hernández Mendoza
- (2013 - 2016): Jorge Adán Pérez Pérez
- (2016 - 2018): Héctor Ariel Fernández Martínez
- (2021 - 2024): Teresa Erives Baca